# Ellefeld
Ellefeld je obec v německé spolkové zemi Sasko. Nachází se v zemském okrese Fojtsko na řece Göltzsch (přítok Bílý Halštrov) a má přibližně 2 500 obyvatel.

## Geografie a historie
Obec se nachází v blízkosti města Plavno a Zwickau (Cvikov či Zvíkov). Ellefeld existuje od roku 1459; dvě historické budovy byly postaveny v 18. století.

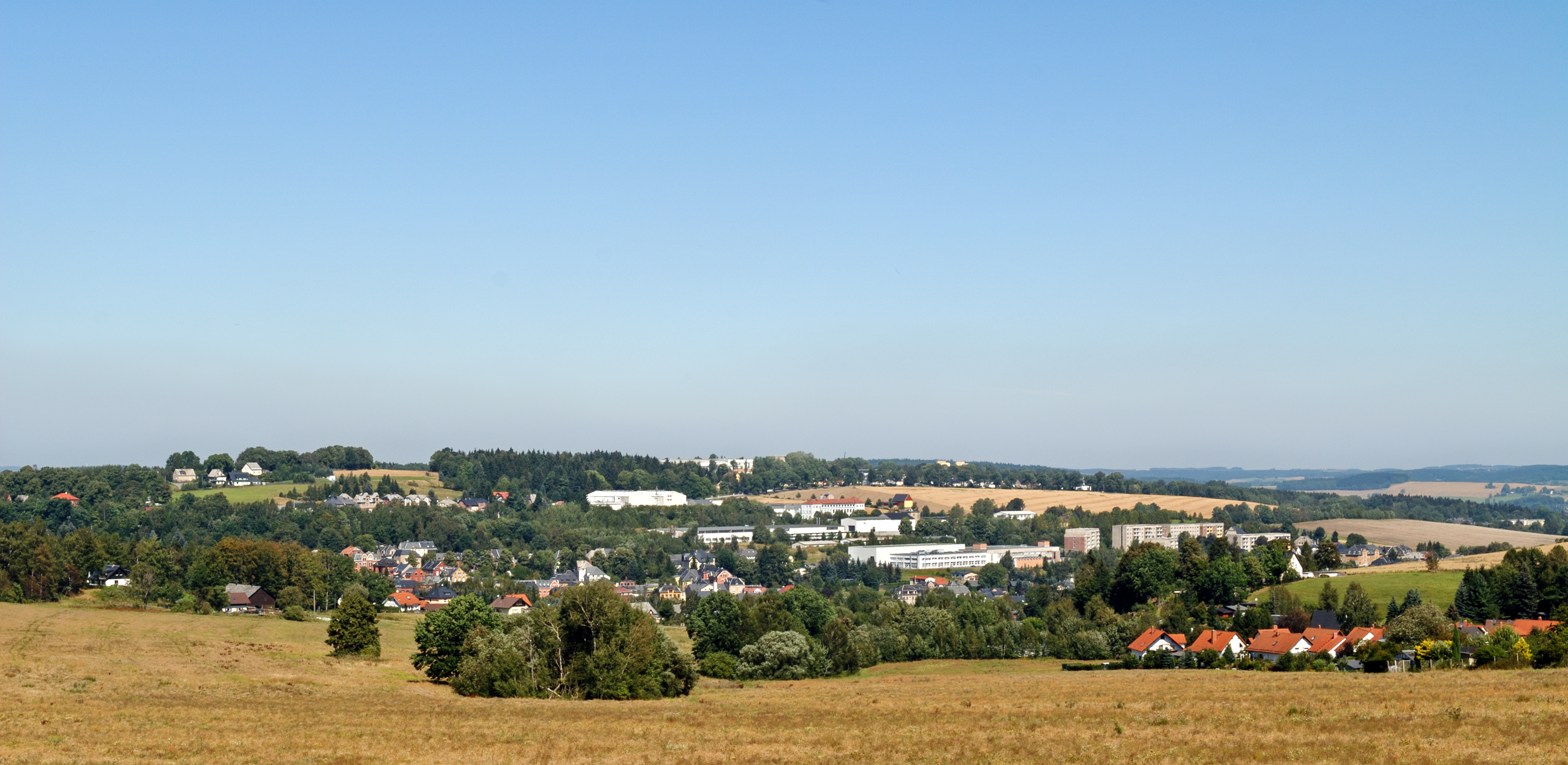
Ellefeld
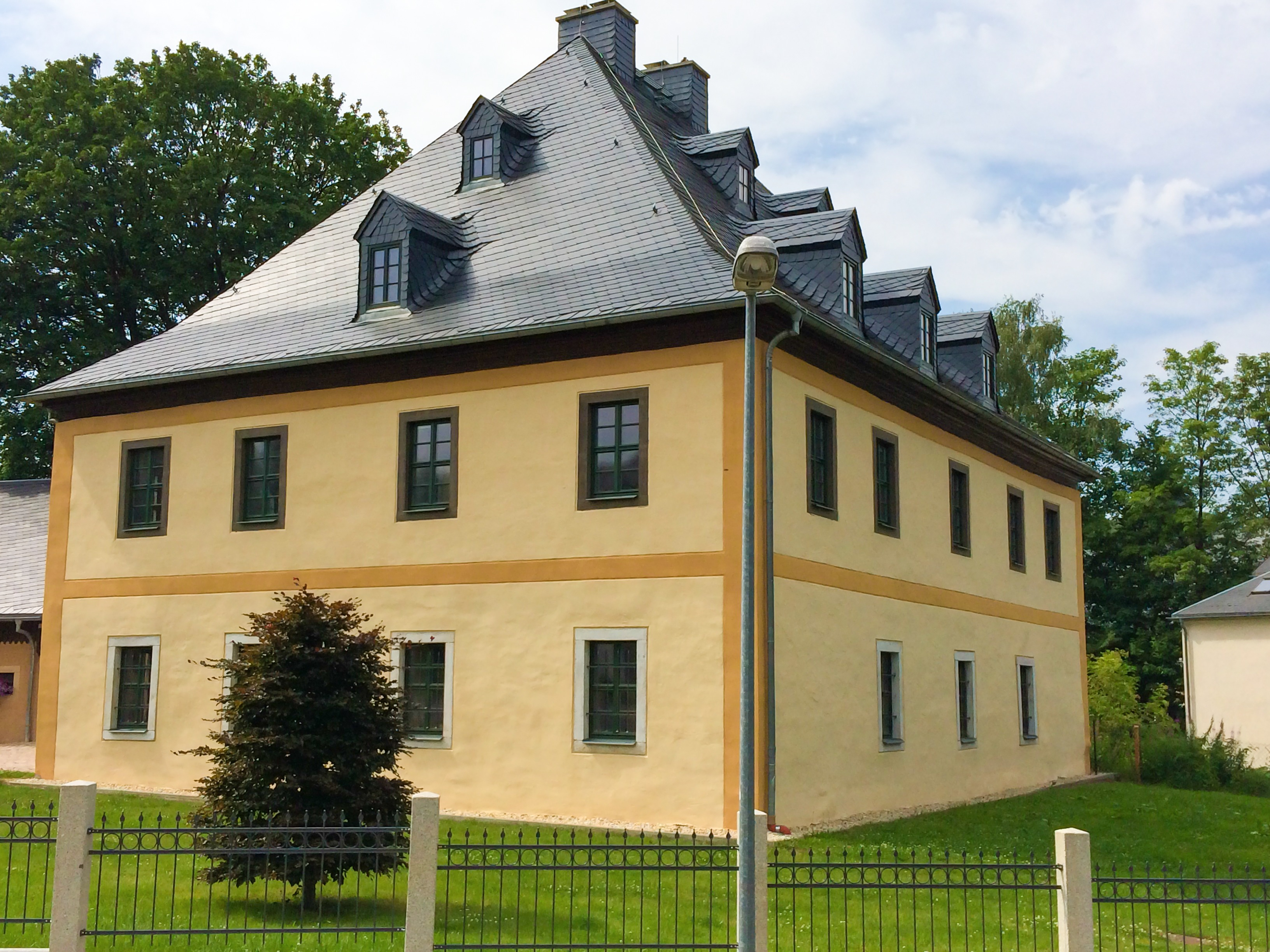
Zámek (1710)
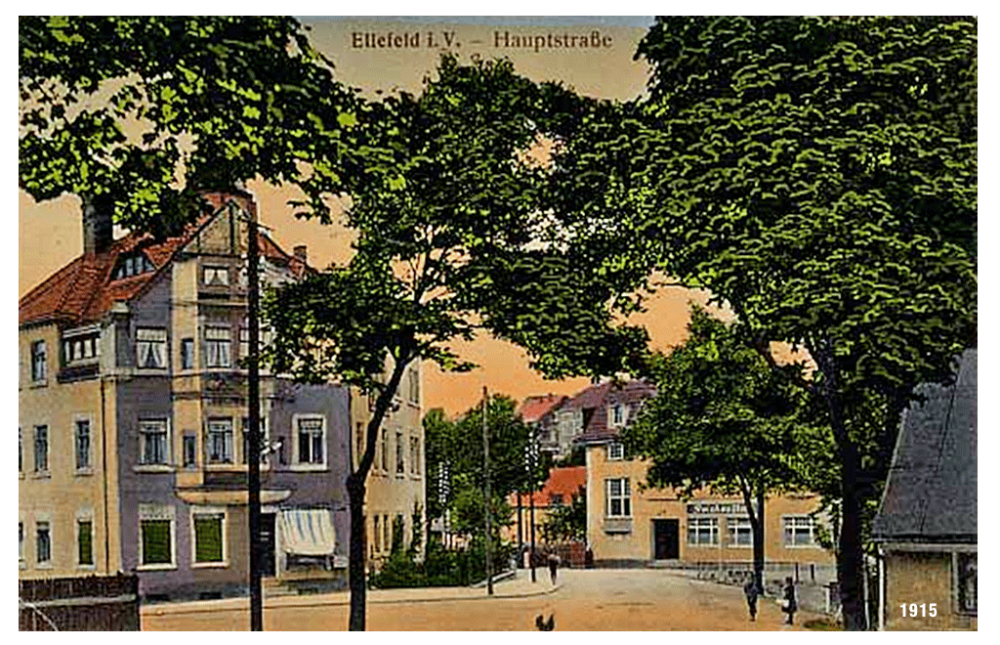
Fotografie 1915